# René Böttcher

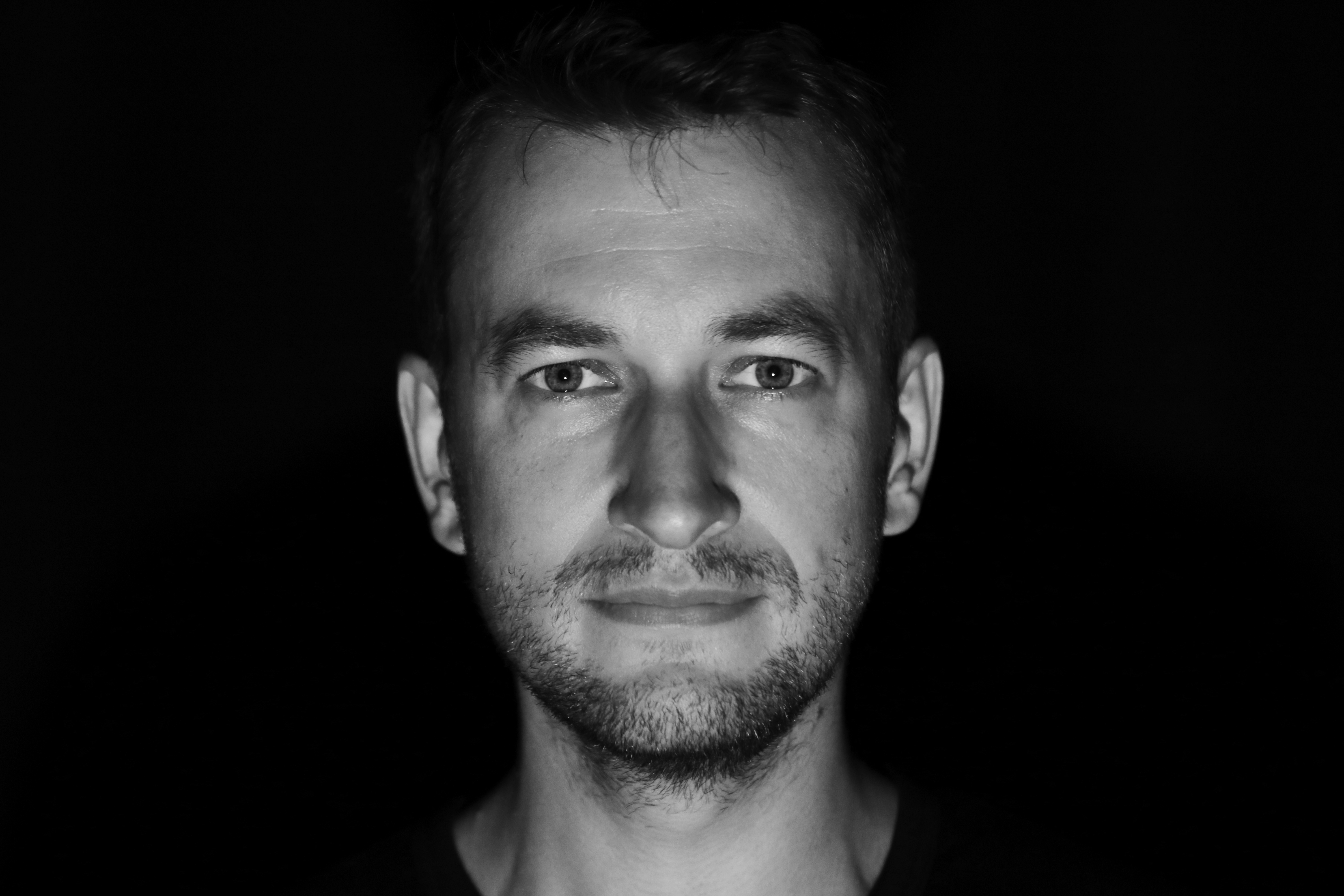
René Böttcher (2017)

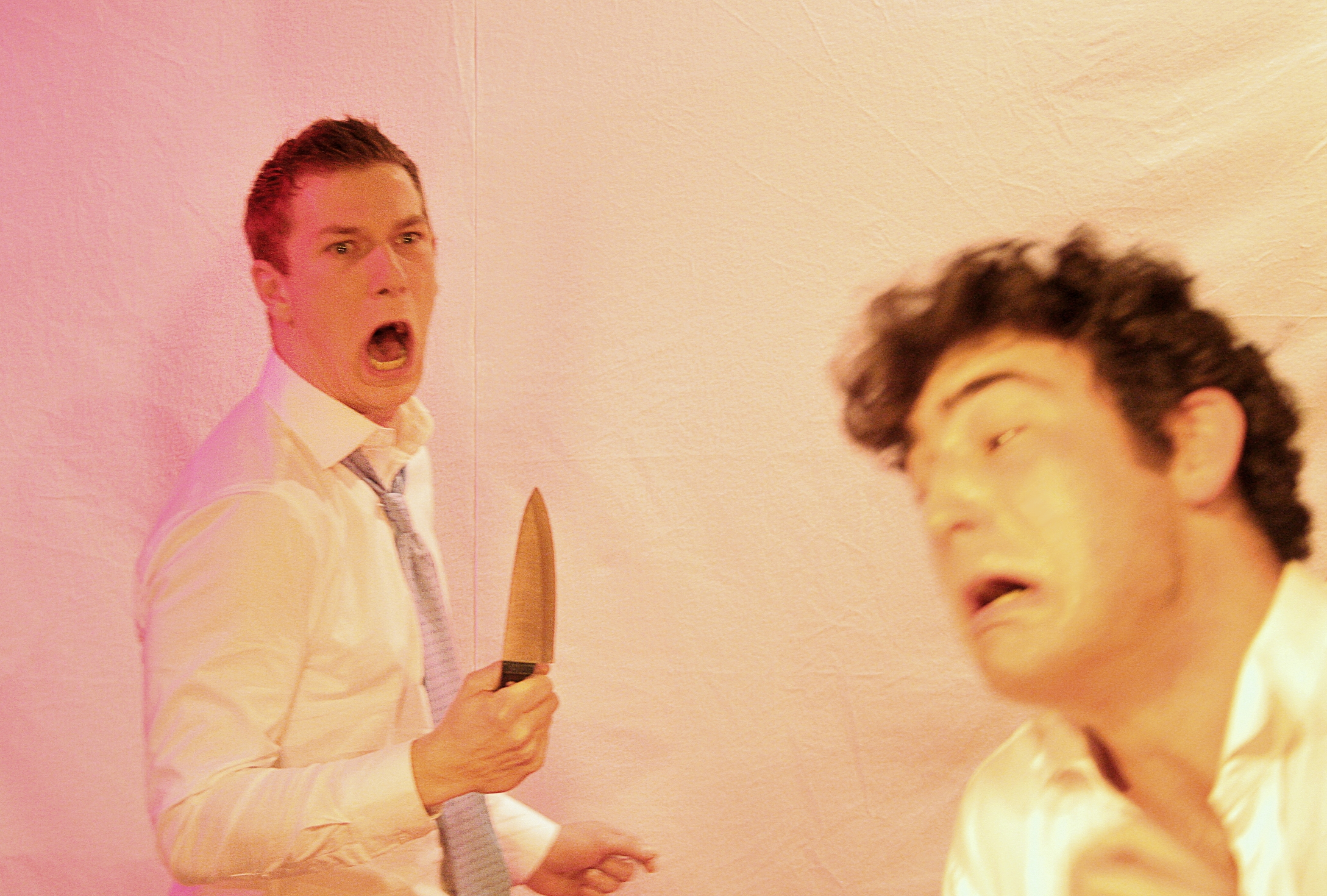
Szene aus einer Aufführung der Komödie Ein Traum von Hochzeit unter Regie von André Böttcher an der Studiobühne Siegburg (2012)

René Böttcher (* 1979 in Dresden) ist ein deutscher Schauspieler, Regisseur und Theaterpädagoge. Seit 2004 ist er Leiter der staatlich anerkannten, privaten Schauspielschule Siegburg und des angeschlossenen Privattheaters, der Studiobühne Siegburg.

## Leben
René Böttcher wuchs in seinem Geburtsort Dresden auf. Nach seiner Schulausbildung absolvierte er eine Schauspiel- und Regieausbildung an der Theaterfachschule Bongôrt von Roy im nordrhein-westfälischen Siegburg, das nahe bei Bonn gelegen ist. Er hatte verschiedene Engagements als Schauspieler in Leipzig und Koblenz.
Als Ende 2004 der Leiter der Siegburger Theaterfachschule, Wolf Bongôrt von Roy (eigentlich Wolf Bongort-von Roy; 1942–2006) sich aus Siegburg zurückzog, übernahm Böttcher die Schule und führte sie als von ihm neu gegründete Schauspielschule Siegburg fort. Der ehemalige Schulleiter Bongôrt von Roy war 2004 zusammen mit einem Teil der Pädagogen nach Leipzig gegangen, um dort – an dem von ihm 2001/2003 gegründeten Off-Theater Theaterfabrik-Sachsen – die Theaterfachschule Bongôrt-v. Roy ins Leben zu rufen. Böttcher übernahm zugleich als Intendant die künstlerische Leitung der zur Schule gehörenden Lehrbühne, der ebenfalls von ihm neu gegründeten Studiobühne Siegburg. Gleichzeitig gründete er an der Studiobühne ein Kinder- und Jugendtheater, das später den heutigen Namen Theater Tollhaus erhielt.
Die seither und inzwischen gemeinsam mit der Schauspielerin und Regisseurin Maike Mielewski, von René Böttcher geleitete, private Schauspielschule Siegburg ist als Berufsfachschule für darstellende Bühnenkunst in Form einer sogenannten Ergänzungsschule staatlich anerkannt und bildet regelmäßig Schauspieler aus. Träger der Schule sowie auch der angeschlossenen Studiobühne Siegburg und des Theaters Tollhaus ist der eingetragene Verein Theaterschatz e. V. dessen Vorstand Böttcher ebenfalls innehat. Der Trägerverein ist als gemeinnützig anerkannt und hat seinen Sitz in Siegburg.
Neben der Leitung der Schauspielschule und der Studiobühne ist Böttcher an der Schule als Theaterpädagoge für Schauspiel- und Szenenarbeit tätig und übernimmt zudem verschiedentlich die Regieführung bei Inszenierungen von Eigenproduktionen, die regelmäßig an der Studiobühne Siegburg sowie teils auch bei Gastspielen an anderen Theatern gezeigt werden. So übernahm Böttcher zum Beispiel die Regie bei Peter Turrinis Einpersonenstück Endlich Schluss (2006), mit dem er auch zu einem Gastspiel am Theater am Schlachthof in Neuss eingeladen wurde, bei der griechischen Tragödie Agamemnon nach Aischylos (2007/2008), bei den Märchenklassikern Die Schneekönigin von Hans Christian Andersen (2007/2008) und Das kalte Herz von Wilhelm Hauff (2011/2012), und bei der Komödie Ein Traum von Hochzeit von Robin Hawdon (2011). In der Spielzeit 2012/2013 führte Böttcher unter anderem Regie beim Zwei-Personen-Drama norway.today von Igor Bauersima, das der Studiobühne zahlreiche ausverkaufte Vorstellungen einbrachte und mit dem er ins Arkadaş Theater – Bühne der Kulturen in Köln eingeladen wurde.
In einer eigenen Inszenierung unter der Regie von Maike Mielewski spielte Böttcher den Kalle König im Einpersonenstück Allein in der Sauna von Frank Pinkus. Der „kabarettistisch-komödiantische Monolog für einen Schauspieler“, so der Untertitel des Stücks, hatte Anfang 2013 Premiere und hatte in der Spielzeit 2013/2014 bislang zahlreiche Aufführungen an der Studiobühne Siegburg.
2017 verfasste Böttcher den Thesenanschlag „95 Thesen gegen Schule“. Darin fordert Böttcher eine Abkehr von der Schulpflicht und die Hinwendung zu einem Bürgerrecht auf Bildungsfreiheit. Der Thesenanschlag wendet sich an schulpflichtige Menschen.
René Böttcher lebt in Siegburg.